# 스기타 마사히코
스기타 마사히코(일본어: 杉田 真彦, 1995년 6월 16일~)는 일본의 축구 선수이다.

## 구단 경력
그는 2018년 일본 풋볼 리그의 소니 센다이 FC에 입단했고, 2년동안 팀에서 뛰었다. 2020년 J3리그의 후지에다 MYFC로 이적했다. 2022년 J3리그 준우승으로 J2리그로 승격했다.